# ناقل أحادي الأمين الحويصلي
ناقل أحادي الأمين الحويصلي (بالإنجليزية: Vesicular monoamine transporter)‏ (VMAT) هو بروتين ناقل مدمج في غشاء الحويصلات المشبكية الخاصة بالعصبونات قبل المشبكية، ويعمل على نقل النواقل العصبية أحادية الأمين مثل: الدوبامين، السيروتونين، النورإبينفرين، الأدرينالين والهستامين إلى داخل الحويصلات التي تحرر هذه النواقل العصبية في المشابك كرسائل كيميائية للعصبونات بعد المشبكية. تستخدم النواقل أحادية الأمين الحويصلية مدروجا بروتونيا مولدا بواسطة أتيبازات-ف (V-ATPase) في أغشية الحويصلات لتوفير الطاقة لتوريد أحاديات الأمين.
للأدوية الصيدلية التي تستهدف نواقل أحادي الأمين الحويصلية احتمالية استعمالات في العديد من الحالات الطبية وهذا أدى إلى زيادة البحوث البيولوجية حولها. تشمل هذه الاستعمالات: فرط ضغط الدم، إدمان المخدرات، اضطرابات نفسية، مرض باركنسون وعدة اضطرابات عصبية أخرى. العديد من الأدوية التي تستهدف نواقل أحادي الأمين الحويصلية تعمل كمثبطات وتعدل حركية البروتين. العديد من البحوث حول تأثيرات نواقل أحادي الأمين الحويصلية هذه المعدلة على الأنظمة البيولوجية مازالت جارية.
أحاديات الأمين التي تنقلها نواقل أحادي الأمين الحويصلية هي بشكل أساسي: النورإبينفرين، الأدرينالين، الدوبامين، السيروتونين، الهستامين والأمينات النزرة. أما الركائز خارجية المنشأ فتشمل: الغوانيثيدين والـMPP+.
توجد نظيران من VMAT هما:
- VMAT1
- VMAT2